# Online și offline
Online și offline (scrise și on-line, respectiv off-line) sunt stările de a fi conectat la, respectiv deconectat de la, o rețea sau un sistem de comunicare, de energie etc. Termenii care denumesc aceste stări sunt anglicisme:
- on = la, pe ș.a.; line = linie; on-line = în linie, pe linie, în rețea (sens: legat la rețea); pronunție: [ pron. on-lain ] [1]
- off = desprins, depărtat, scos în afară ș.a.; off-line = scos din linie sau din rețea; pronunție: [ pron. oflain ] [2]

## Online
În general, un sistem (calculator, rețea), și prin extensie funcționarea sau conținutul său, este considerat a fi on-line dacă el este conectat la un alt sistem sau rețea de sisteme (conectare prin o linie de comunicație, care nu trebuie întotdeauna înțeleasă ca fiind formal și/sau funcțional o linie de telefon).
Online este starea de a fi conectat sau legat la o rețea electrică, de telefon, de Internet sau și la alte sisteme care acceptă conexiuni (legări). Este starea în care la un moment dat un element, un obiect, un aparat, o persoană dialoghează activ și direct cu un sistem (informațional, energetic etc.) sau cu un alt element (aparat, dispozitiv) identic sau suprapus lui. De obicei sistemul respectiv trebuie specificat integral. De exemplu: o imprimantă inclusă într-o rețea informațională poate fi în același moment în stare online la rețeaua electrică de energie, dar și off-line față de rețeaua locală de calculatoare, LAN, adică neconectată acolo din punctul de vedere al transmiterii de informații. Altfel spus, imprimanta este la momentul respectiv în linie (legată galvanic) față de rețeaua de energie electrică, în timp ce față de rețeaua de computere nu este online deci nu este în linie / în rețea (este off-line), adică neconectată logic și în consecință nu poate dialoga informațional cu ea.

## Offline
Offline este starea opusă celei online, adică de neaflare în conexiune/legătură/sesiune, neaflat în linie (în rețea), scos în afara (off-) rețelei.

## Vezi și
- Joc online